# Pekka Helin
Pekka Juhani Helin, född 1 maj 1945 i Tammerfors, är en finländsk arkitekt.
Pekka Helin utexaminerades från Tekniska högskolan i Helsingfors 1971. Han inledde tidigt praktik tillsammans med Tuomo Siitonen, ett samarbete som bestod till 1999. Deras innovativt modernistiska arkitektur blev snabbt berömd. Sina största framgångar fick de inom kontorsbyggandet, där de introducerade den dubbla transparenta glasfasaden med bred luftspalt inne i ytterväggskonstruktionen och skickligt vidareutvecklat centrala inre atriumhallar till konstfärdiga innertorg med stora enhetliga glastak. Deras konstruktivistiska stål- och glasarkitektur lättas upp av en riklig användning av trä i interiörerna. Metallarbetarförbundets utbildningscentrum Murikka vid Näsijärvi i Tammerfors (1977) noterades internationellt tack vare experimentell användning av industriellt producerade kopparpaneler och stålbalkskonstruktioner närmast tänkta för industribyggnader. De har även gjort uppmärksammade bostadsprojekt, bland annat  till Helsingfors bostadsmässa 1980, Sibeliuskvarteret i trädgårdsstaden Hestra i Borås (tillsammans med Tuomas Wichmann 1993) och Asunto Oy Laivapoika i Gräsviken i Helsingfors (1995). De flesta uppdragen erhöll kompanjonerna genom tävlingar; tillsammans segrade de i närmare 30 tävlingar och erövrade över fyrtio andra priser eller inlösningar. Deras största internationella framgång är segern i stadsplanetävlingen för Fornebuområdet utanför Oslo (1998). Till deras mest kända projekt hör vidare simhallen Vesihelmi i Forssa (1993), Nokias huvudkontor i Kägelviken, Esbo, som byggts ut i flera faser (1997–2001) och social- och hälsovårdsministeriets kontorsbyggnad i Kronohagen, Helsingfors (1999). 
Efter det gemensamma kontorets upplösning 1999 har Pekka Helin bedrivit egen verksamhet, som har utvecklats till en av Finlands största privata arkitektbyråer. 

## Verk i urval
- Östersjötorget och Östersjötornet, 2000
- Ilmarinentornet i Gräsviken i Helsingfors, 2002
- Nordea i Vallgård i Helsingfors, 2003
- Köpcentret Sello i Alberga i Esbo, 2000
- Lilla riksdagshuset i Helsingfors, 2002–2004, efter en tävling 1999
- Förslaget "Sydänpuu" ("kärnvirke") i den internationella tävlingen om Finnforest Abp:s nya huvudkontor, som uppfördes i Esbo 2005, helt i trä.
- Köpcentret Redi, Fiskehamnen, Helsingfors, 2018
- Bostadstornet Majakka, Fiskehamnen, Helsingfors, 2019

Han fick Finländska stålkonstruktionspriset 1997 och 2000 samt det europeiska stålkonstruktionspriset 2001.